# Пальная (деревня)
Пальна́я — деревня в Кошкинском районе Самарской области. Входит в состав сельского поселения Четыровка.
Деревня находится на левом берегу Кондурчи в 90 км к северу от Самары и в 18 к югу от села Кошки.

## История
Основана в конце XIX века крестьянами из Рязанской губернии.
Считается, что первоначально деревня называлась Лебяжье Озеро, название это было дано в связи с близким расположением к деревне озера, на котором водились лебеди. А нынешнее название получило в 1930-е годы в связи с пожаром, в результате которого из 120 домов осталось всего 30. Но на старинных картах[каких?] начала XX века нет упоминаний о «Лебяжьем озере», и с самого начала присутствует название «Пальная».
До 1970-х годов в деревне были: ясли, пожарная каланча, конюшни и т. п. Но со временем всё это исчезло и было расхищено местными жителями. Часть семей покинули эти края, перебравшись в соседние деревни с более развитой инфраструктурой.
Некогда процветавшая деревня, ныне находится в полном запустении, к ней не подведён газ, нет асфальта. Ближайший магазин в соседней деревне Гранная (2,5 км к северу).

## Население
| 2010 |
| ---- |
| 3    |

В летний период население деревни увеличивается за счет дачников.